# Багвданари
Багвданари (груз. ბაგვდანარი) — село в Грузии, на территории Местийского муниципалитета края (мхаре) Самегрело-Верхняя Сванетия.

## География
Село находится в северо-западной части Грузии, на правом берегу реки Гулисчала (бассейн Ингури), на расстоянии приблизительно 8 километров (по прямой) к северо-западу от посёлка городского типа Местиа, административного центра муниципалитета. Абсолютная высота — 1602 метра над уровнем моря.

## Население
По результатам официальной переписи населения 2014 года в Багвданари проживало 80 человек (35 мужчин и 45 женщин). В национальной структуре населения грузины составляли 100 %.
| Год  | Население, человек |
| ---- | ------------------ |
| 2002 | 168                |
| 2014 | ↘ 80               |